# Lee Hai-kyung
Lee Hai-kyung (* 10. Februar 1975 in Seoul) ist eine ehemalige südkoreanische Squashspielerin.

## Karriere
Lee Hai-kyung spielte 2004 und 2005 auf der WSA World Tour und stand auf dieser einmal in einem Finale. Ihre beste Platzierung der Weltrangliste verzeichnete sie mit Rang 55 im Oktober 2005. 2002 erreichte sie bei den Asienmeisterschaften das Halbfinale, in dem sie Nicol David unterlag. Im selben Jahr war sie Teil des südkoreanischen Aufgebots bei den Asienspielen und gewann die Bronzemedaille. Auch bei diesem Turnier scheiterte sie im Halbfinale an David.

## Erfolge
- Asienspiele: 1 × Bronze (Einzel 2002)